# 니코마코스 윤리학

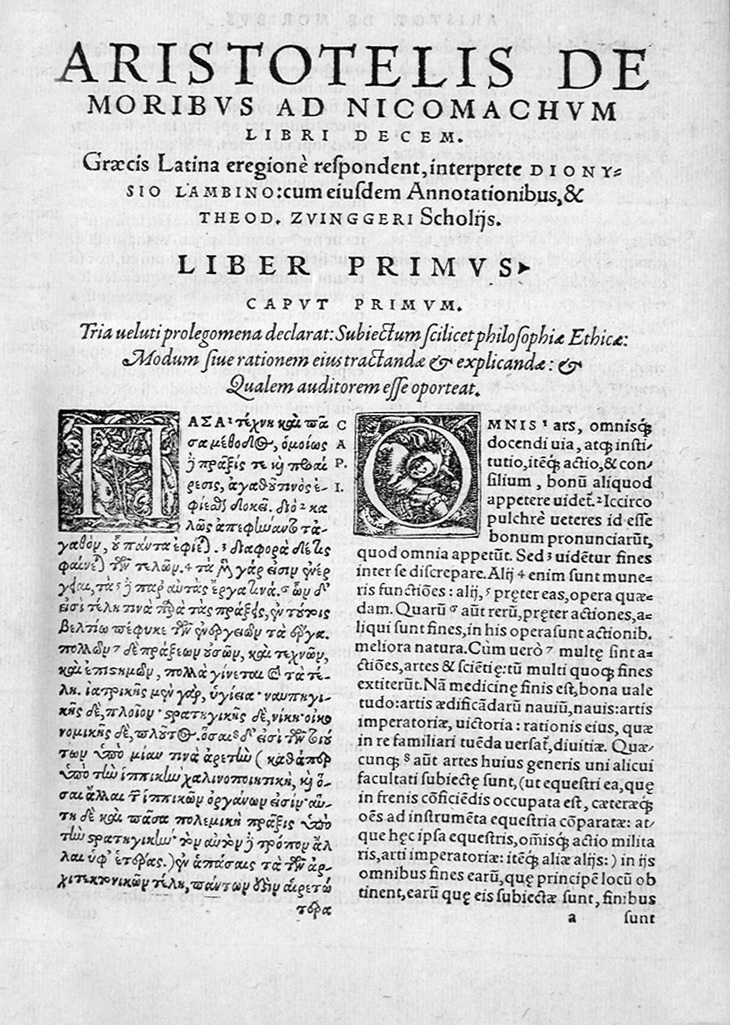

《니코마코스 윤리학》(고대 그리스어: Ἠθικὰ Νικομάχεια, 영어: Nicomachean Ethics)은 도덕에 관한 아리스토텔레스의 철학을 담은 책이다. 10권으로 되어 있으며 리케이온에서의 강의 노트를 바탕으로 하레스의 아들, 니코마코스에게 바치는 형식이거나 그에 의해 편집된 것으로 보인다.
니코마코스 윤리학은 도덕적 행동의 습관화를 통해 도덕적 성품을 고양하는 것에 초점을 둔다. 에우다이모니아(Eudaimonia, 좋은 삶)를 삶의 목표로 보고 있다.

## 내용
이 책에서 윤리학은 정치학에 직결되고 일체화되어 있다. 우리들의 행위는 모두 그 어떤 선(善)을 희구하는데, 최고선(最高善)은 국가(폴리스)가 추구하기 때문이다. 개인에 있어서의 선의 실현보다도 국가적 선의 실현이 궁극적이고 신적(神的)이라고 아리스토텔레스는 말한다. 때문에 모든 선을 연구하는 윤리학도 통수(統帥)나 가정(家政)이나 변론이란 제학(諸學)과 더불어 정치가에게 결부되는 것이어서, 이 사실은 10권의 종장(終章)에서 명백해진다.
선 내지 최고선은 행복이 되므로 행복의 문제가 1권 4장 이하에서 다루어지고 다시 10권에서 결론적으로 언급된다. 그러나 행복은 결국 영혼의 덕(德)을 따른 유동(流動)에 불과하므로 영혼의 두 부분―아로곤(無理的)·로곤(有理的)―에 입각한 두 개의 덕, 즉 윤리적 덕과 지성적 덕을 논하게 된다. 2권에서 5권에 걸쳐 에티케 아레테(윤리적 德)에 관한 일반론과 각론이 전개되고 다시 6권에서 지성적 덕이 논구(論究)된다. 윤리적 덕은 에토스(습관)에 의하여 생기는, 즉 쾌고(快苦)를 수반하는 행위의 습관화에 따른 것이다. 덕이란 이(理)에 의하여 결정된 중용(中庸)에서 성립되는 행위 선택의 상태라고 규정된다. 중용이란 두 개의 악(超過와 不足)의 중간을 일컫는다. 덕을 로고스(比)적으로 본다면 중간이지만 '최고선'이라든가 '좋음'에서 본다면 정점(頂點)인 것이다. 요컨대 덕이란 파토스도 능력도 아닌 성격의 상태이며 그 본질은 중용에 있는 것이다. 프로네시스(思慮)는 지성적 덕이지만 누스(理性)나 소피아(知慧)와도 다르다. 그것은 인간에게 있어서의 온갖 선과 악에 관하여 이(理)를 수반한 진실 행위가 이루어지는 상태이다. 이론적인 학문이나 제작 기술과도 달라서 행위 자체를 목적으로 하여 개별적으로 관계되는 사려야말로 가장 중요한 덕이다. 말이 지니는 본질적 의미의 사려도 정치적 사려이다.
7권 후반과 10권 전반에 쾌고(快苦)와 선악 내지는 덕과의 관계가 언급되는데, 전자는 아소스 시기의 것이며, 다시금 발전한 후자에서는 쾌(快)를 에네르게이아(現實態)로서 포착하여 젊은이의 상냥함에 비유된다. 인간의 쾌라 함은 지복(至福)한 사람의 활동을 궁극적으로 완전하게 하는 것으로서 아리스토텔레스다운 적극적인 평가가 이루어진다. 8권·9권의 필리아(友愛)론도 행복인 덕론(德論)을 보충하는 중요한 것이다. 필리아는 서로가 알려져서 마음에 지니는 호의(好意)이다. 완전한 필리아는 덕이란 점에서 동류(同類) 사이에 성립되지만 드물다. 자기의 이성을 사랑하는 자애(自愛)를 중심으로 이기(利己)와 이타(利他)가 문제로 되어 있다.
10권 후반에는 궁극적인 행복을 이성의 활동에서 구하여 그것이 자족적(自足的)이고 한가해서 인간에게 가능한 한도의 무피로적(無疲勞的) 기타 조건을 모두 갖추어 신적(神的)으로 되면서도 이 순수 관조(觀照)로서도 이것을 함께하는 자가 있다면 더욱 좋다고 하는 부언을 잊지 않는다. 결국 덕과 행복의 절정을 이루는 자족적인 순수 관조마저도 인간의 경우에는 친애에 의하여 보완된다는 것은 의미심장한 일이다. 덧붙여 말하면 10권 종장에서 청소년을 덕으로 바르게 인도함에는 법률이 필요한 것과 법률과 국제(國制)의 수집이나 검토가 인간에 관한 철학을 완전하게 한다고 역설한 점은 전술한 바와 같이 윤리학과 정치학의 관련을 알려준다.

## 정의
저스티스(Justice) 즉 '정의'(正義)에 대해서 아리스토텔레스는 그의 저서 윤리학(Nicomachean Ethics) 제5권 정의론에서 정의는 평등과 밀접한 관계를 맺고 있음을 언급하고 있다.

## 목차
1. 제1권 좋은 삶
2. 제2권 성격적 탁월성
3. 제3권 탁월성의 조건과 개별적 탁월성
4. 제4권 개별적 탁월성들
5. 제5권 정의
6. 제6권 사유의 탁월성들
7. 제7권 자제력 없음과 즐거움
8. 제8권과 제9권 친애
9. 제10권 즐거움과 좋은 삶

## 같이 보기
- 형이상학 (아리스토텔레스)
- 오르가논

## 서지 정보
- 아리스토텔레스 저, 강상진·김재홍·이장우 공역, 니코마코스 윤리학, 길, 2011
- 아리스토텔레스 저, 손명현 역, 니코마코스 윤리학/정치학/시학, 동서문화사, 2007/2016
- 아리스토텔레스 저, 천병희 역, 니코마코스 윤리학, 숲, 2013